# روآر استراند
روآر استراند (انگلیسی: Roar Strand؛ زادهٔ ۲ فوریهٔ ۱۹۷۰) بازیکن سابق فوتبال اهل نروژ است.
وی در تیم ملی فوتبال نروژ ۴۲ بازی انجام داده است و عضو این تیم در جام جهانی فوتبال ۱۹۹۴ و ۱۹۹۸ بوده است.